# Бусолено
Бусолѐно (на италиански: Bussoleno; на пиемонтски: Bussolin, Бусолин, на френски: Bussolin, Бюсолен, на окситански: Busoulin, Бусулин) е малък град и община в Метрополен град Торино, регион Пиемонт, Северна Италия. Разположен е на 440 m надморска височина. Към 1 януари 2020 г. населението на общината е 5824 души, от които 401 са чужди граждани.